# ポロチク川
ポロチク川（ポロチクがわ）はグアテマラ東部を流れる長さ194kmの川。深い谷を東に流れ、イサバル湖へ注ぐ。パンソスまでの30kmは航行可能。かつては川を利用してコーヒーや材木の輸送が行われたが、現在は大半がトラック輸送となっている。支流はカーボン川などがある。
イサバル湖に注ぐ河口部には熱帯雨林および水生植物の生える湿地、広葉樹林の生える低地が広がり、1996年に野生生物保護区としてラムサール条約登録地となった。